# Strančice
Strančice är en ort i Tjeckien.   Den ligger i distriktet Okres Praha-Východ och regionen Mellersta Böhmen, i den centrala delen av landet, 24 km sydost om huvudstaden Prag. Strančice ligger 419 meter över havet och antalet invånare är 1 505.
Terrängen runt Strančice är lite kuperad. Runt Strančice är det ganska tätbefolkat, med 54 invånare per kvadratkilometer. Närmaste större samhälle är Říčany, 5,1 km norr om Strančice. I omgivningarna runt Strančice växer i huvudsak blandskog.